# 周諫
周諫（16世紀—1642年），字青浦，湖廣荊州府石首縣人，明朝政治人物。

## 生平
周諫是天啟四年（1624年）甲子科湖廣鄉試舉人，授縉雲知縣，有廉能聲譽，崇禎十三年（1640年）陞海州知州，十五年（1642年）海寇包圍海州，援兵未到達而城池失陷，他面向北面辭拜後自縊，州人收葬其遺骸在公署旁，並立祠祭祀。

## 引用
1. 1 2  同治《石首縣志·卷六·人物志》：周諫，字青浦，天啟甲子舉人，授縉雲知縣，有廉能聲，遷海州知州，崇禎十五年海寇圍州城，援兵不至城陷，諫衣冠北面辭闕，遂自縊，州人收遺骸瘞於署側，為立祠焉。 府志